# Chía (Colombia)

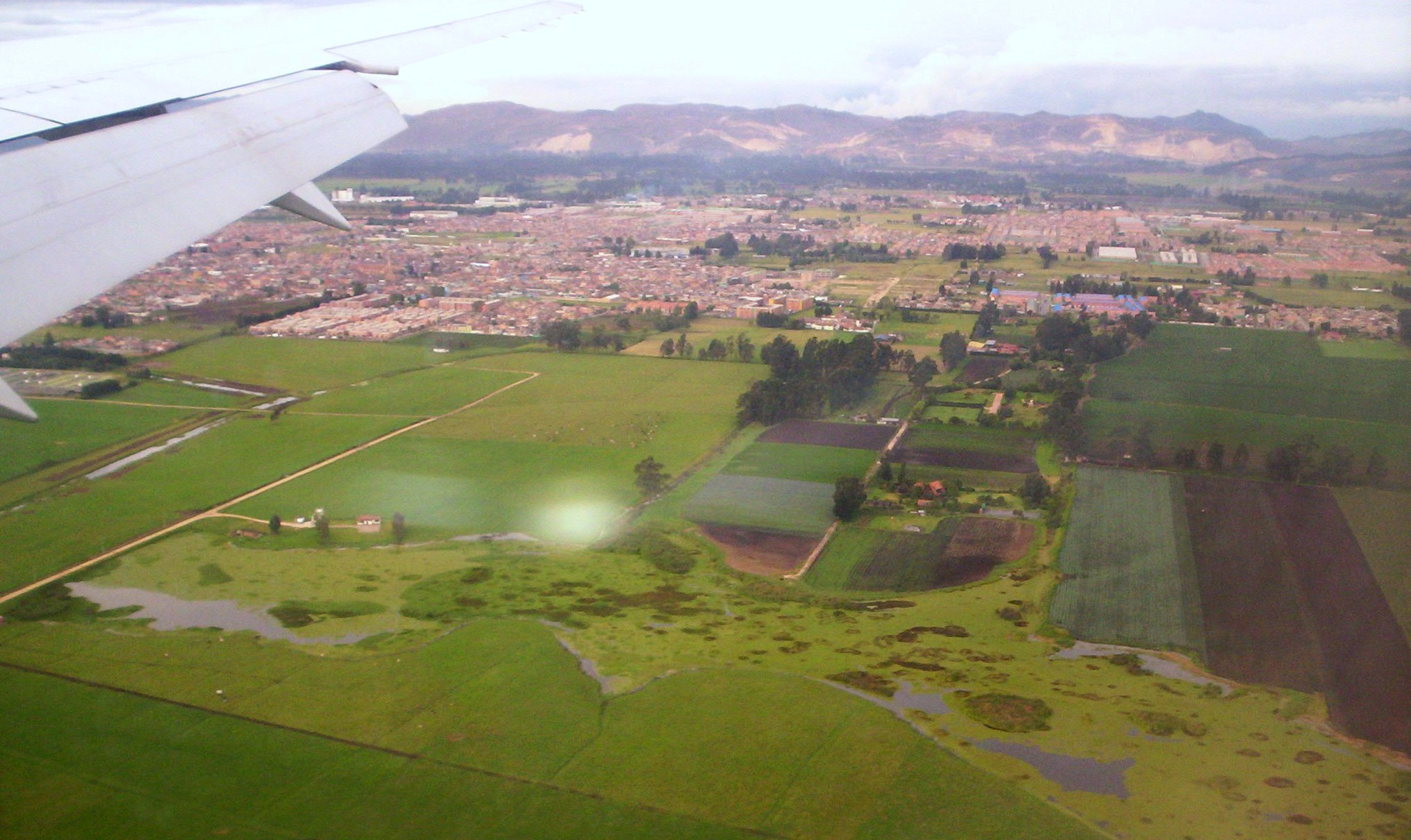
Chía Sabana (Norte de Bogotá)

Chía es un municipio colombiano del departamento de Cundinamarca, ubicado en la Provincia de Sabana Centro, a 10 km al norte de Bogotá, de la cual hace parte de su Región Metropolitana. Se le conoce como «La Ciudad de la Luna», en referencia a la etimología de su nombre, que proviene de la diosa muisca de la Luna. 
Con 160.435 habitantes, es el cuarto municipio más poblado de Cundinamarca.

## Toponimia

### Origen lingüístico[5]
- Familia lingüística: Chibcha
- Lengua: Muysccubun

### Significado
El topónimo «Chía», también pronunciado como Chie en muysccubun (idioma muisca), significa «luna», aunque también tiene los significados de «luz», «brillo», «resplandor», «ardor» (de una fuente luminosa), «mes» y «ortiga» (planta), «belleza». Chía también representa el pronombre de la primera persona del plural "nosotros, nosotras". 
Sin embargo, no se trata en rigor de una misma palabra con varios significados, sino de varias palabras homónimas, cada una de las cuales se entendería dependiendo del contexto en el que fuera pronunciada.
Este astro simbolizó para los muyscas todo el encanto y atractivo de la virtudes; exposición que evoca la feminidad. La comunidad muysca midió el tiempo con las fases de la Luna; el mes, ciclo lunar. Antes chía era chie, y con el tiempo y el contacto con la lengua española, la palabra cambió su pronunciación a la actual voz chía.

### Origen / Motivación
Chía es el nombre con el que se conocía el poblado indígena a la llegada de los españoles. Toma su nombre en honor a la diosa muisca, que según la cosmovisión indígena representa a la mujer. La leyenda dice que en tiempos de creación, Chiminigagua la creó para iluminar las noches; otra leyenda anota que Bochica la castigó condenándola a iluminar las noches. En tiempos prehispánicos Chía fue lugar de adoración muysca, así como santuario de formación de caciques.
Para el caso del nombre del municipio, el topónimo «Chía» hace referencia a la Luna como astro y como diosa de la mitología muisca, en cuyo honor había un templo construido en el poblado precolombino.

## Historia

### Época precolombina
Existe evidencia de la presencia de poblaciones humanas en Chía durante el Periodo Herrera, las cuales fueron posteriormente reemplazadas por los muiscas. 
Por tradición, el futuro Zipa, heredero del Zipazgo, era educado en el Templo de la Luna de Chía; ubicado según la tradición popular en la vereda La Balsa y el cual era llamado "Cuca", nombre dado a estos lugares de formación que funcionaban a modo de "seminarios", según la religión muisca; de hecho el pueblo aborigen se encontraba extendido en los recodos del río Simca o Riofrio principalmente en la veredas de Centro, la Balsa, Fonquetá y hacia el cerro de Tiquiza, donde el príncipe después de 7 años en la "Cuca" era sumergido y ungido en la laguna que existía en el cerro, "los jeques le horadaban la nariz y las orejas, le colgaban de ellas joyas riquísimas y quedaba consagrado como nuevo cacique de Chía" antes de ser entronizado como Zipa de Bacatá. Se creía además que los Zipas descendían de la diosa Chía.
Durante el gobierno del Zipa Saguamanchica, el Cacique de Guatavita había invadido Chía y Cajicá, ayudado por tropas enviadas por el Zaque Michuá. Saguamanchica tuvo que abandonar el asedio que en ese momento emprendía contra Ubaque y partir de inmediato para intentar reprimir la sublevación de Guatavita.
En tiempos del Zipa Nemequene, sucesor de Saguamanchica, las tropas de Bacatá se enfrentaron a las de Zipaquirá en el camino entre Chía y Cajicá, resultando vencedor el Zipa.

### Conquista española
Después de que los españoles, al mando de Gonzalo Jiménez de Quesada, conquistaran la fortaleza militar muisca de Sumungotá (o Busongote), en Cajicá, prosiguieron su camino hasta Chía llegando el día 24 de marzo de 1537.
El sobrino y legítimo sucesor del Zipa Tisquesusa era Chiayzaque, Cacique de Chía, quien al enterarse de las noticias que llegaban sobre los extraños invasores, decidió huir con toda su corte. Corrió el rumor de que el Cacique, antes de emprender la huida, escondió sus tesoros en los altos peñascos que hay al oriente del pueblo, en lo que hoy es Yerbabuena, aunque nunca pudieron hallarse.
Los españoles llegaron a Chía en tiempo de Semana Santa. Allí recibieron a los embajadores de Suba y Tuna, quienes les ofrecieron mantas, oro y otros regalos, y expresaron tanta sumisión a los españoles, que desde entonces fueron sus mejores aliados entre los muiscas. El cacique de Suba le ofreció a Gonzalo Jiménez de Quesada hospedaje en su cercado, oferta que fue aceptada, puesto que Suba estaba en el camino hacia Funza, capital del Zipazgo. 
En 1593 el oidor Miguel de Ibarra adjudicó tierras de resguardo encomendados a Juan de Esparza y Artieda yerno del primer encomendero Juan Muñoz de Collantes, empadronando a 1.753 indios, disponiendo del resguardo así:
- 4000 pasos medidos desde la casa del indio Pedro Busqueguya, de la capitanía de Chipaquirama en el sitio llamado Gocana: 3000 hasta el Funza y 1000 más del río adelante hasta el cerro Techeybapa.
- Por la parte hacia Cajicá 40 cabuyas desde el bohío de Cambafurguya, de la misma capitanía y sitio de Susia, que llegaron hasta un camellón llamado Requebteba "y ser carrera antigua de santuario el cual esta adelante de la labranza grande del cacique hacia el dicho pueblo de Caxica como cuatro cabuyas mas que su sitio dijeron llamarse Chine"
- Por la parte hacia la encomienda de Francisco de Estrada, 20 cabuyas desde la casa de Alonso Sagipa, de la capitanía de Fagua, sitio de Guaba, hasta Cacatiba
- Por la parte hacia el camino de Santa Fe a Tunja, 30 cabuyas desde la casa de Juan Guatama hasta el río Funza, que llegaron al punto denominado Rubsica.

### Virreinato de Nueva Granada
En 1783, durante la insurrección de los comuneros, la marcha de los insurrectos hacia Santa Fe se detuvo cerca de la población de Chía, en el cruce del río Bogotá, en lo que hoy se conoce como el Puente del Común. Allí la Real Audiencia, máxima autoridad colonial en ausencia del virrey y su representante, quien se había dado a la fuga, firmó una serie de concesiones a los comuneros, principalmente con el propósito de evitar que la marcha entrara a Bogotá. Más tarde el Virrey derogaría las concesiones hechas.

## Geografía
El municipio de Chía está situado en el altiplano cundiboyacense (Cordillera Oriental de los Andes), a una altitud promedio de poco menos de 2650 m s. n. m. El casco urbano cuenta con un área de 17 km² y el área total del municipio es de aproximadamente 79 km².
La actividad sísmica en el territorio es relativamente frecuente, como se evidencia en el registro de terremotos sufridos en 1785, 1827, 1917 y 1948.
Hidrográficamente está bañado por los ríos Bogotá y Frío.

### Límites municipales
Chía está delimitada por los siguientes municipios:
| Noroeste: Tabio Cerros de La Valvanera | Norte: Cajicá (conurbación suburbana) | Nordeste: Sopó                      |
| Oeste: Tenjo Cerros de La Valvanera    | | Este: Sopó                          |
| Suroeste: Cota                         | Sur: Bogotá Localidades de Suba (UPR Suba Rural y UPZ Guaymaral) y de Usaquén (UPZ Paseo de los Libertadores y Cerros orientales) (Autopista Norte) | Sureste: La Calera (Vereda Márquez) |

### Organización territorial
| 1 Fagua           |
| 2 Tíquiza         |
| 3 Fonquetá        |
| 4 Cerca de Piedra |

| 5 Bojacá      |
| 🏘 Área Urbana |
| 6 La Balsa    |
| 7 Samaria     |

| 8 Yerbabuena |
| 9 Fusca      |

| 1 Fagua           |
| 2 Tíquiza         |
| 3 Fonquetá        |
| 4 Cerca de Piedra |

| 5 Bojacá      |
| 🏘 Área Urbana |
| 6 La Balsa    |
| 7 Samaria     |

| 8 Yerbabuena |
| 9 Fusca      |

Chía está dividida administrativamente en nueve veredas, más el Área Urbana. Este conjunto de veredas se agrupa en tres zonas: 
- Zona occidental: Fagua, Tíquiza, Fonquetá y Cerca de Piedra. (ubicadas parcialmente sobre los cerros de la Valvanera)

- Zona central: Bojacá, La Balsa y Samaria.

- Zona oriental: Yerbabuena y Fusca. (ubicadas parcialmente sobre los cerros del El Peñón)

En las veredas de Cerca de Piedra y Fonquetá se encuentra ubicado el resguardo indígena muisca.

## Movilidad
A Chía se llega desde Bogotá por varias vías que proceden desde el sur: Vía Guaymaral-Chía (Carrera 10), Autopista Norte y la variante Fusca (Carrera Séptima en el Distrito Capital, paralela a la Autopista). Por La Caro, estas dos últimas vías se convergen en las Rutas Nacionales 45A (que va hasta San Alberto, Cesar) y 55 (hasta Cúcuta, con ramal por la Represa del Sisga en Chocontá que es la Ruta Nacional 56 hacia Aguaclara, Casanare) siguiendo de forma paralela al río Bogotá hasta Cajicá.
También se conecta por el suroccidente con la Perimetral de Occidente a través de Cota que conecta a las localidades de Suba en su propio casco urbano (Avenida La Conejera) y de Engativá (Calle 80) por el ramal occidental de la Ruta Nacional 50 (vía a Medellín) para proseguir más al sur a Funza y Mosquera.
Por último, otras vías comunican otros municipios de forma secundaria como la Carrera 9 (Carrera 6 de Cajicá) a Tabio y Tenjo y por la variante de Yerbabuena hasta Sopó (en contacto con el ramal oriental de Ruta Nacional 50 que une a La Calera y la localidad bogotana de Chapinero) comunicandose además, con la provincia del Guavio.
Las principales vías en el casco urbano del municipio son: 
- Avenida Pradilla (Diagonal 13), que constituye un tramo de más de 3 km de longitud y va desde el Parque Ospina (muy cerca del centro del municipio) hasta el Centro Comercial Centro Chía.
- Avenida Chilacos (Calle 21), que fue inaugurada en el año 2007 con el fin de facilitar la circulación de vehículos de transporte público hacia Bogotá y pretende dar una alternativa frente a la Avenida Pradilla para los habitantes de los barrios que se encuentran sobre sus tres kilómetros de longitud.

Debido al aumento del flujo vehicular, asociado entre otras cosas al aumento de la población y el desplazamiento diario hacia la capital de las personas que trabajan o estudian allí (migración pendular), el municipio presenta frecuentes problemas de movilidad.

## Demografía
Según las estadísticas oficiales de la gobernación del departamento, Chía presenta una de las densidades poblacionales más altas del departamento y cerca de la mitad de los habitantes del municipio residen en viviendas arrendadas. Como gran parte de la zona al norte y occidente de Bogotá, Chía ha experimentado durante los últimos años un desarrollo urbanístico considerable, en el que se destaca principalmente la construcción de residencias y conjuntos residenciales para estratos medio-altos y altos. El coeficiente de Gini de propiedad de la tierra se encuentra entre 0,84 y 0,89, lo que indica una altísima concentración de la propiedad. En todo caso, Chía es uno de los municipios de Colombia con mayor nivel de desarrollo humano, y en Cundinamarca es el municipio con el porcentaje de personas con Necesidades Básicas Insatisfechas más bajo (7,11%).

## Educación

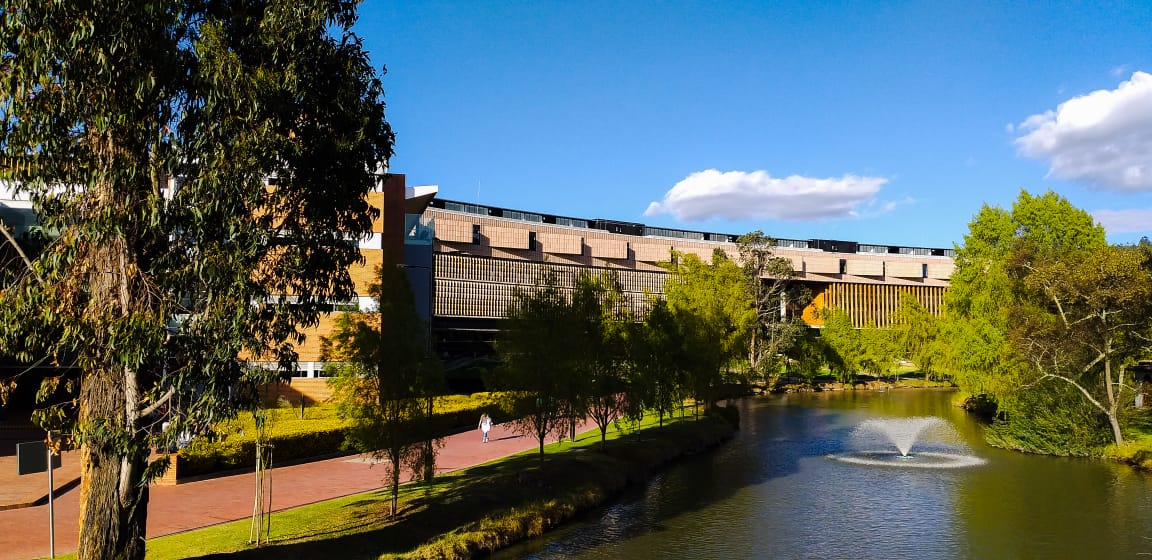
Edificio Ad Portas del Campus de la Universidad de la Sabana

Chía es sede de un gran número de instituciones de educación primaria y secundaria (privadas en su gran mayoría) y del mayor número de instituciones de educación superior en el área de la Sabana Norte. Entre ellas están la Universidad de La Sabana, que cuenta con un campus propio, la Institución Universitaria Colegios de Colombia (UNICOC), Taller 5 Centro de diseño, el Centro de Desarrollo Empresarial del Sena y la Universidad de Cundinamarca. En la vereda de Yerbabuena se encuentra además una de las sedes del Instituto Caro y Cuervo, la cual alberga una de las bibliotecas más importantes del país.
Por otra parte, el municipio cuenta con una red de siete bibliotecas públicas municipales siendo estas: la Biblioteca Pública Hoqabiga, Biblioteca Pública Mercedes de Calahora, Biblioteca Pública La Balsa, Biblioteca Pública Yerbabuena, Biblioteca Pública del Resguardo Indígena, Biblioteca Pública Fagua y la Biblioteca Pública José Joaquín Casas. En varias de estas bibliotecas hay préstamos internos de libros, revistas, periódicos, computadores, préstamos externos de libros y DVD. Además, varios espacios están destinados a la promoción de literatura infantil, actividades artísticas y culturales.
La biblioteca Hoqabiga presta además los servicios de talleres de matemáticas, capacitaciones de alfabetización informática y redes sociales (en convenio con el SENA) y hay actividades como intercambios literarios, talleres de declamación de poesía, concursos de poesía, oratoria, debate y ortografía. De igual forma se tienen exposiciones artísticas y eventos de encuentros con autores.

## Economía

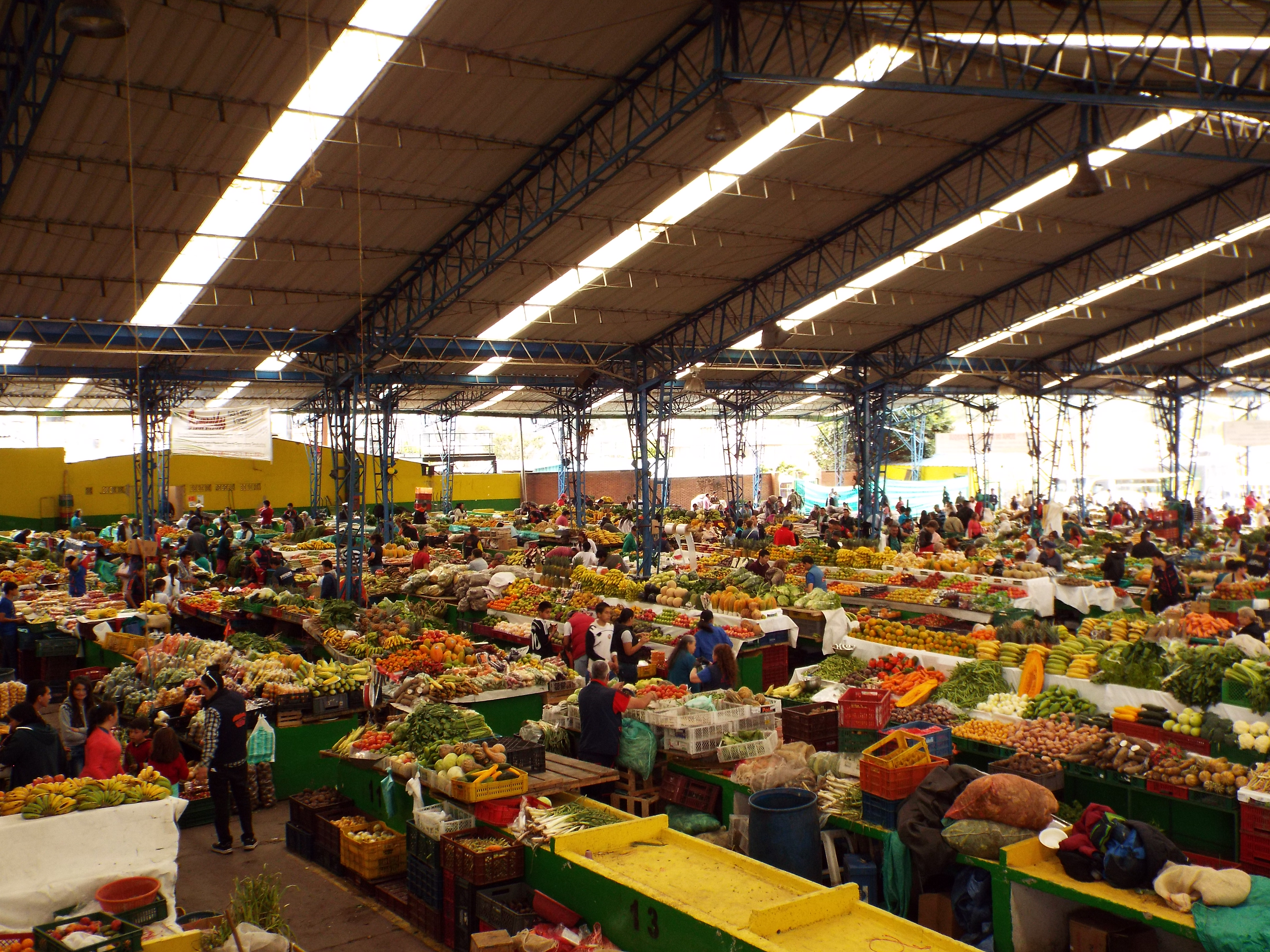
Plaza de Mercado "El Cacique".

Como en la mayor parte de los municipios de la Sabana de Bogotá, las principales actividades económicas en Chía han sido históricamente la agricultura, la floricultura y la ganadería lechera. La floricultura tiene todavía una gran importancia en la economía del municipio, pero esta se ha diversificado considerablemente en las últimas décadas y actualmente la actividad empresarial se concentra principalmente en el sector de servicios. Existen también algunas industrias, entre las que destaca la producción de derivados lácteos, y algunas manufacturas y artesanías: pintura, escultura en piedra y bronce, ebanistería, carpintería y trabajo con hierro forjado.
La oferta gastronómica, y el turismo asociado a ella, es un sector relevante de la economía (en el municipio se encuentran bares y restaurantes de alta gama como Andrés Carne de Res y El Humero). Anualmente, además, tiene lugar en Chía un festival gastronómico organizado por la alcaldía (Saboriarte), en el que participan gran parte de los principales establecimientos gastronómicos del municipio. Chía cuenta además con una amplia oferta comercial y de entretenimiento: existen varios centros comerciales de gran tamaño (Centro Chía, Sabana Norte, Plaza Mayor, Fontanar y Bima) y gran oferta de entretenimiento nocturno: una serie de discotecas y restaurantes abiertos al público en las noches, principalmente sobre la Avenida Pradilla y la Variante Chía-Cota.

## Sitios de interés

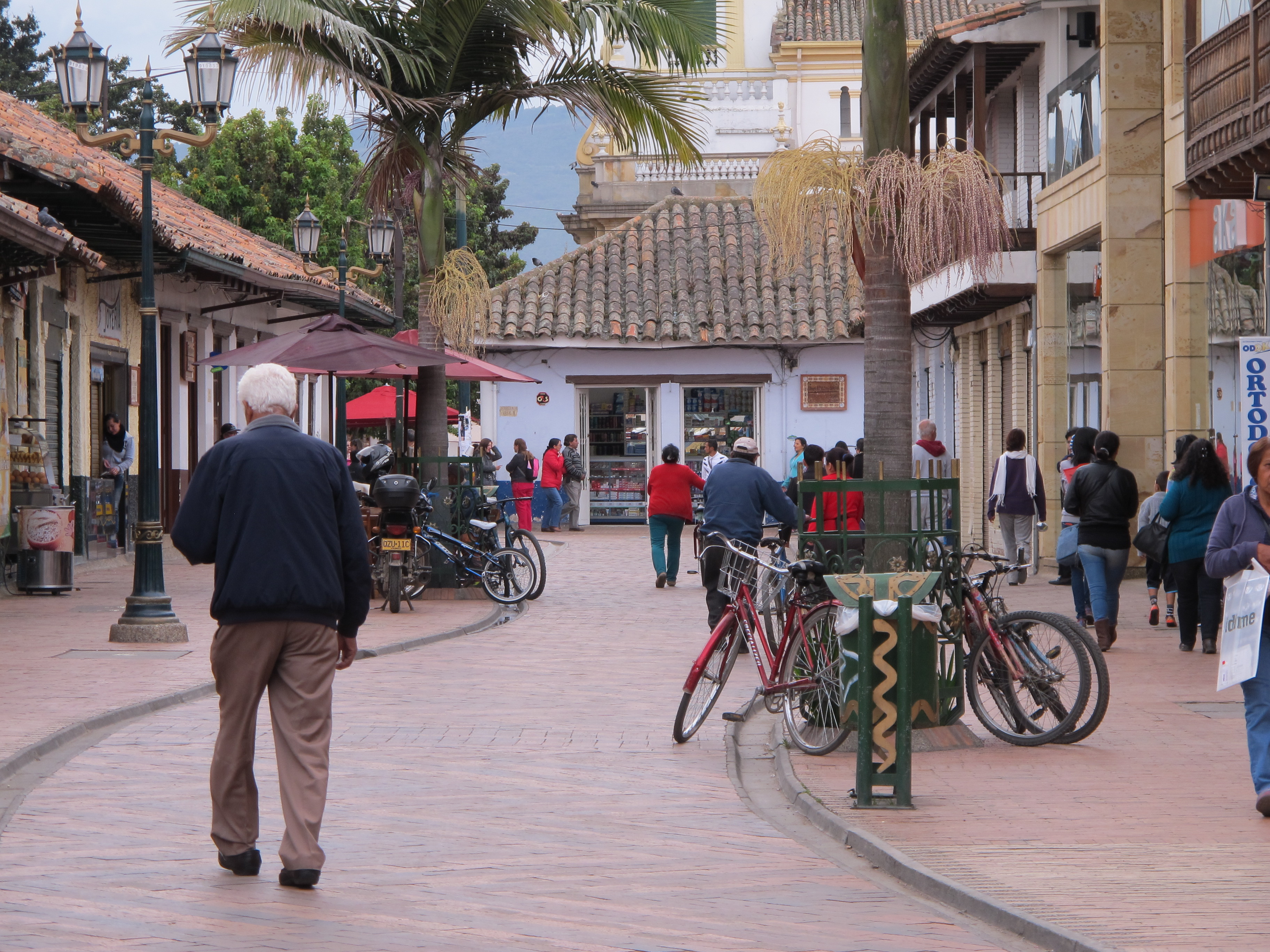
Entrada Parque Principal.

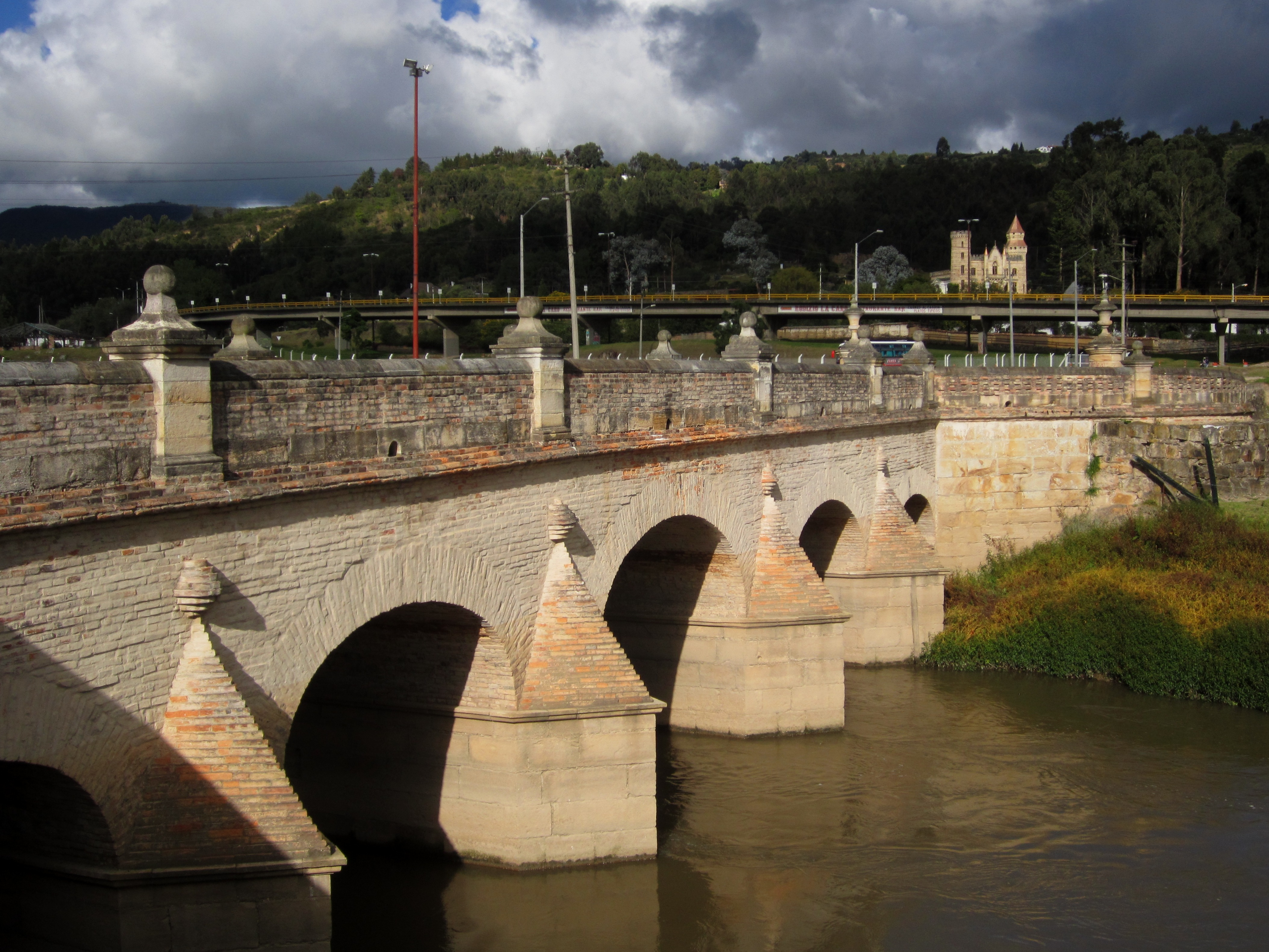
Puente del Común. Al fondo a la derecha, el Castillo Marroquín.

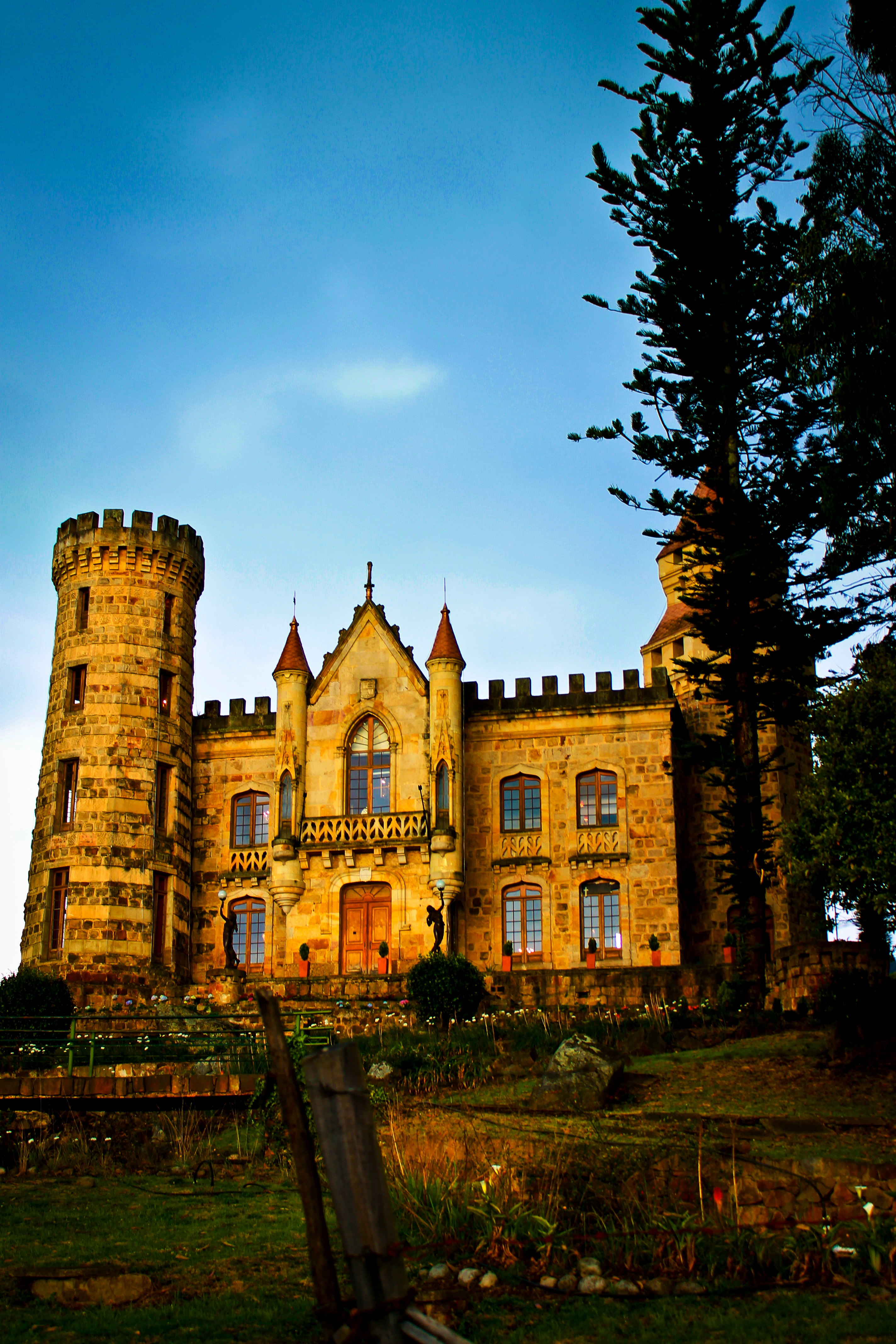
Castillo Marroquín

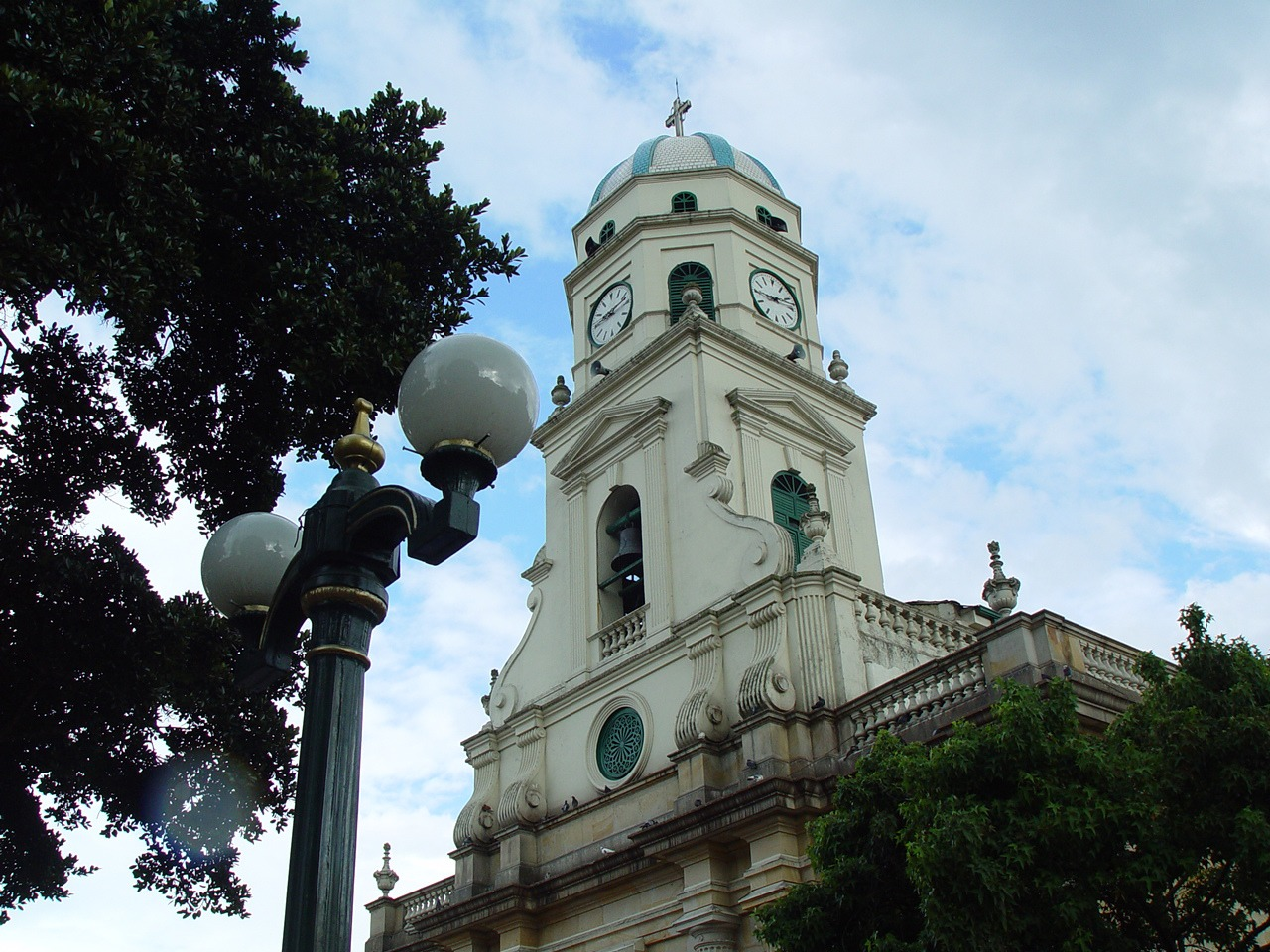
Parroquia Santa Lucía Chía.

- Centro Histórico y Parque Principal de Chía. Desde hace varios años el Parque Principal y sus portales de acceso son de uso peatonal exclusivo. En el interior hay cafés, restaurantes y se encuentra la sede de la Alcaldía del municipio, así como la parroquia de Santa Lucía.
- Capilla de Nuestra Señora de la Valvanera. Está ubicada en lo alto del cerro occidental de Chía, y es visible casi desde cualquier punto del municipio. Se puede llegar caminando por las escalinatas construidas para este fin, o bien por las dos carreteras en tierra existentes. En su interior se celebran eucaristías todos los domingos y desde el balcón adyacente se tiene también una vista panorámica del municipio. La vía que conduce hasta allí y da al otro lado del cerro (el "Boquerón") hacia el municipio de Tenjo también es un sitio frecuente de práctica de ciclismo de montaña, junto con la otra vía que atraviesa el cerro un poco más al norte y que va a dar al municipio de Tabio (conocida como "Lourdes").
- Taller Artesanal Fonquetá. Se encuentra en la vereda Fonquetá, sobre la vía a la capilla de la Valvanera. Es famoso por sus bordados en lana que forman parte de la tradición del municipio hace más de cincuenta años. En su sede existe una tienda artesanal en la que se exhiben y venden, además de los bordados producidos, otros productos artesanales del municipio. Está abierto al público todos los fines de semana desde las 7 de la mañana hasta las 3 de la tarde.
- Puente del Común. Se trata de una de las obras de ingeniería civil en el Virreinato. Su construcción data de finales del siglo XVIII y se debe al espíritu progresista del virrey don José de Ezpeleta. El costo total de la obra fue de cien mil pesos y fue necesaria para salvar los obstáculos del río Bogotá en la frecuente comunicación y en el comercio que en este tiempo se tenía con los partidos de Zipaquirá, Tunja, Vélez, Socorro, San Gil, Girón, Sogamoso y Los Llanos Orientales.
- Instituto Caro y Cuervo. Es un centro colombiano de altos estudios en literatura, filología y lingüística del idioma castellano, orientado a la investigación y a la divulgación de la cultura del libro y la lectura. Realiza ediciones críticas, especialmente de obras de autores colombianos. Su nombre de debe a que allí se firmó un acta entre el Virrey y Los Comuneros, en el año de 1783.

- El Castillo Marroquín. Es un edificio construido entre 1899 y 1902 diseñado por el arquitecto francés Gastón Lelarge, propiedad de Lorenzo Marroquín Osorio. Es patrimonio cultural y se utiliza para eventos y reuniones de diversos tipos.
- La Montaña del Oso. Es un parque natural ubicado en la vereda de Yerbabuena, sobre los 3200 m s. n. m. Es posible hacer caminatas ecológicas guiadas, así como acampar.
- Centro Chía. Es un centro comercial de amplio espacio con variedad de comercio. Cines, plazoleta de comidas, parqueadero, Juancho Deportes y mucho más. Es de los puntos de referencia más esenciales del pueblo cundinamarquense.
- Centro Comercial Fontanar. Es un centro comercial localizado en el kilómetro 2.5 de la vía Chía-Cajicá en la vereda Bojacá. El centro comercial fue inaugurado en el año 2015 y cuenta con tres pisos de locales comerciales y gastronómicos de renombre internacional. Fontanar cuenta con un sistema guiado de parqueadero, sótanos, zona financiera o de bancos, parques y espacios al aire libre, servicios de entretenimiento para niños, zona wifi, espacios de co-working, política de mascotas, entre otros. El centro comercial ha ganado reconocimiento e importancia al ganar premios como el CSC Latin Amercian Shopping Center Awards 2017 y el primer puesto en el mejor programa de prácticas ambientales de la Cámara de Comercio Colombo Británica.
- Biblioteca Municipal de Chía HOQABIGA. La Biblioteca Municipal HOQABIGA forma parte de la red de Biblioteca Públicas de Chía. La biblioteca ofrece préstamo interno y externo de libros, sala infantil, préstamo de espacios para desarrollar actividades y exposiciones artísticas y culturales, internet, 30 computadores (los cuales se prestan a la comunidad), servicio de Wi Fi, capacitaciones, talleres, actividades lúdicas para niños, entre otros

## Chienses destacados
- Luis Fernando Navarro Jiménez, comandante general de las Fuerzas Militares de Colombia.
- Milcíades Arévalo, periodista cultural.
- Alfredo Vázquez Carrizosa, canciller.
- Camilo Sanchez, Comediante.

## Deportes
El municipio de Chía cuenta con un instituto de recreación y deporte el cual reconoce los siguientes equipos con clasificación de cada deporte:
Atletismo, ajedrez, BMX RACE, baloncesto, billar, ciclismo, escalada, gimnasia, hockey, tiro con arco, karate-do, pesas, natación, fútbol, voleibol y motonáutica
En la Villa Olímpica se encuentra el Estadio Villa Olímpica de Chía, que fue sede del club profesional Chía Fútbol Club.

## Servicios públicos
- Energía Eléctrica: Enel, es la empresa prestadora del servicio de energía eléctrica.
- Gas Natural: Vanti es la empresa distribuidora y comercializadora de gas natural en el municipio.